# Bassia dinteri
Bassia dinteri är en amarantväxtart som först beskrevs av Viktor Petrovitj Botjantsev, och fick sitt nu gällande namn av Andrew John Scott. Bassia dinteri ingår i släktet kvastmållor, och familjen amarantväxter. Inga underarter finns listade i Catalogue of Life.